# بخش دیر-وود، شهرستان کرو وینگ، مینه سوتا
بخش دیر-وود (به انگلیسی: Deerwood Township) یک منطقهٔ مسکونی در ایالات متحده آمریکا است که در شهرستان کرو وینگ، مینه‌سوتا واقع شده‌است.
 بخش دیر-وود ۸۶٫۸ کیلومتر مربع مساحت و ۱٬۲۴۴ نفر جمعیت دارد و ۳۸۱ متر بالاتر از سطح دریا واقع شده‌است.